# Iván González
Iván González López (Torremolinos, 15 febbraio 1988) è un ex calciatore spagnolo, di ruolo difensore.

## Carriera

### Club
Proveniente dalle sue giovanili debutta in prima squadra con il Málaga nel 2009, giocando complessivamente 29 partite nella massima serie spagnola.

## Palmarès

### Club

#### Competizioni nazionali
- Segunda División B: 1

Recreativo Huelva: 2018-2019 (gruppo 4)